# Grimmia kidderi
Grimmia kidderi är en bladmossart som beskrevs av T. P. James 1875. Grimmia kidderi ingår i släktet grimmior, och familjen Grimmiaceae. Inga underarter finns listade i Catalogue of Life.